# Монтенегру, Луиш
Луи́ш Фили́пе Монтене́гру Кардо́зу де Мора́йш Эште́веш (порт. Luís Filipe Montenegro Cardoso de Morais Esteves; род. 16 февраля 1973) — португальский адвокат, политический и государственный деятель. Лидер Социал-демократической партии (СДП) с 2022 года. Премьер-министр Португалии с 2 апреля 2024 года. Депутат парламента с 2002 года.

## Биография
В 1999 году окончил факультет права в Католическом университете Порту.
Депутат парламента с 2002 года. Был избран по партийному списку СДП от округа Авейру.
В 2005 году участвовал в выборах мэра Эшпинью, но проиграл.
С 2010 года вице-председатель, а с 2011 — председатель парламентской фракции СДП.
После неудачи СДП на парламентских выборах 6 октября 2019 года несколько членов партии предложили кандидатуру Монтенегру на пост лидера партии вместо Руя Риу. 9 октября 2019 года Луиш Монтенегру подтвердил, что будет участвовать в выборах.
После неудачи СДП на выборах 2022 года Руй Риу подал в отставку, а Луиш Монтенегру был избран новым лидером партии. Его идеология часто характеризуется как более правая, нежели у предшественника, а оппозиция социалистическому правительству — как более жёсткая.
На внеочередных парламентских выборах 10 марта 2024 года партия Луиша Монтенегру (в составе коалиции «Демократический альянс», порт. Aliança Democratica, AD) одержала победу и получила 80 мандатов в 230-местной Ассамблее Республики. 21 марта 2024 года президент Марселу Ребелу де Соуза объявил о намерении назначить Луиша Монтенегру премьер-министром Португалии. 28 марта Монтенегру представил президенту состав сформированного им правительства. Официально вступил в должность премьер-министра Португалии 2 апреля 2024 года.